# Smoljaninowo
Smoljaninowo (russisch Смоляни́ново) ist eine Siedlung städtischen Typs in der Region Primorje in Russland mit 5297 Einwohnern (Stand 1. Oktober 2021).

## Geographie
Der Ort liegt etwa 50 km Luftlinie ostnordöstlich des Regionsverwaltungszentrums Wladiwostok und 25 km ostsüdöstlich der Großstadt Artjom. Er befindet sich am knapp 10 km  von der Nordspitze der Ussuribucht des Japanischen Meeres entfernt, die sich östlich der Murawjow-Amurski-Halbinsel erstreckt, an deren Spitze Wladiwostok liegt.
Smoljaninowo ist Verwaltungszentrum des Rajons Schkotowski sowie Sitz und einzige Ortschaft der Stadtgemeinde Smoljaninowskoje gorodskoje posselenije.

## Geschichte
Der Ort wurde 1926 als Siedlung bei der Bahnstation Rasjesd 42-ja wersta gegründet (also bei Werst 42 ab ihrem Ausgangspunkt bei der Station Ugolnaja in der heutigen Stadt Artjom). Am 9. Mai 1930 erhielt sie ihren heutigen Namen nach Nikolai Smoljaninow, dem Vorsteher der Bahnstation, der am 29. April 1930 von „weißen Banditen und Kulaken“ getötet worden war, wie es in offiziellen Verlautbarungen hieß. Besonders ab Mitte der 1930er-Jahre, als dort größere Eisenbahnverkehrsbetriebe (Lokomotivdepot und Werkstätten) entstanden, entwickelte sich Smoljaninowo schnell und erhielt am 23. April 1947 den Status einer Siedlung städtischen Typs.
Am 24. November 2004 wurde der Verwaltungssitz des Schkotowski rajon, zu dem die Siedlung seit 1926 gehört, nach Smoljaninowo verlegt. Zuvor befand er sich seit 1964 in der „geschlossenen Stadt“ Bolschoi Kamen, die jedoch bereits 1989 aus dem Rajon ausgegliedert worden war.

### Bevölkerungsentwicklung
| Jahr | Einwohner |
| ---- | --------- |
| 1959 | 7.521     |
| 1970 | 7.502     |
| 1979 | 7.407     |
| 1989 | 18.831    |
| 2002 | 6.448     |
| 2010 | 6.715     |
| 2021 | 5.297     |

Anmerkung: Volkszählungsdaten

## Verkehr
Smoljaninowo liegt Zweigstrecke Ugolnaja (Artjom) – Nachodka der Transsibirischen Eisenbahn (Streckenkilometer 47), die auf diesem Abschnitt nach ihrer Umspurung von Schmal- auf Breitspur 1935 in Betrieb ging und seit 1966 elektrifiziert ist. Dort zweigt eine Güterstrecke über Bolschoi Kamen nach Dunai im Stadtkreis Fokino ab.
Durch die Siedlung verläuft die Regionalstraße 05A-608 von Wladiwostok nach Nachodka.